# 牙林線
牙林線（がりんせん、中国語: 牙林铁路）は、中華人民共和国の鉄道路線である。 内モンゴル自治区フルンボイル市の牙克石市の牙克石駅と同根河市の満帰駅を連絡している全長441kmの路線である。1952年に建設開始され、1963年に開業した。

## 接続路線
- 牙克石駅：浜洲線
- 伊図里河駅：伊加線
- 朝中駅：朝烏線